# 주로 쿠레파
주로 쿠레파(세르비아어: Ђуро Курепа IPA: [dʑǔːro kǔrepa], 크로아티아어: Đuro Kurepa, 프랑스어: Georges Kurepa 조르주 퀴레파[*], 독일어: Georg Kurepa 게오르크 쿠레파[*], 1907~1993)는 세르비아의 수학자이다. 집합론·순서론에 공헌하였다.

## 생애
1907년 8월 16일에 당시 오스트리아-헝가리 제국의 일부였던 크로아티아 시사크모슬라비나주의 작은 마을인 마이스케폴랴네(크로아티아어: Majske Poljane)에서 태어났다. 아버지는 라데 쿠레파(세르비아어: Раде Курепа, 크로아티아어: Rade Kurepa)였으며, 어머니는 안젤리야 쿠레파(세르비아어: Анђелија Курепа, 크로아티아어: Anđelija Kurepa)였다.
1931년에 자그레브 대학교를 졸업하였으며, 이후 프랑스로 유학하여 1935년에 파리 대학교에서 모리스 르네 프레셰 밑에서 박사 학위를 수여받았다.
1937년에 자그레브 대학교 조교수가 되었고, 1948년에 정교수가 되었다. 1965년에 베오그라드 대학교로 이전하였다. 1977년에 베오그라드 대학교에서 은퇴하였다.
1993년 11월 2일에 베오그라드에서 사망하였다.

## 저서
- Kurepa, Đuro (1951). 《Teorija skupova》 (크로아티아어). 자그레브: Školska knjiga. Zbl 0044.27202. 2016년 8월 22일에 원본 문서에서 보존된 문서. 2016년 8월 19일에 확인함.
- Kurepa, Đuro (1960). 《Što su skupovi i kakva im je uloga. Priručnik za učenike srednjih škola》 (크로아티아어). 자그레브: Školska knjiga. 2016년 8월 22일에 원본 문서에서 보존된 문서. 2016년 8월 19일에 확인함.